# La mia super ex-ragazza
La mia super ex-ragazza (My Super Ex-Girlfriend) è un film del 2006 diretto da Ivan Reitman.

## Trama
L'architetto Matt Saunders si fidanza con la direttrice di galleria Jenny Johnson che in realtà è G-Girl, la supereroina che difende i newyorkesi dalla criminalità. In seguito però, a causa della sua continua gelosia e aggressività, la lascia per mettersi con un'altra ragazza e lei si vendica ridicolizzandolo, sfruttando i suoi poteri. Lui decide così di allearsi con l'acerrimo nemico di Jenny, il professor Bedlam. Recatosi da lui Matt scopre - per sbaglio e di nascosto - in casa di Bedlam una stanza segreta, in cui il professore tiene una sorta di "santuario" per Jenny che rivela un sincero e mai sopito amore del professore per lei. Poco dopo Bedlam, all'oscuro della scoperta di Matt, gli mostra un pezzo del meteorite che ha dato i superpoteri a Jenny: il professore infatti, ex-amico d'infanzia di Jenny, era presente la notte in cui cadde il meteorite che diede alla ragazza i suoi strabilianti poteri (oltre ai capelli biondi ed al fascino). Bedlam quindi rivela a Matt che se Jenny si avvicinasse a quel pezzo di meteorite perderebbe tutti i suoi superpoteri, dicendogli che se lui vuole liberarsi di lei deve aiutarlo a farle avvicinare il meteorite. Matt accetta perciò di aiutarlo affinché la persecuzione finisca.
Si fa quindi perdonare dalla super-ragazza e si rimette con lei, facendole accettare un invito a cena a casa sua. Dopo la cena arrivano Vaughn e Hannah, nuova fidanzata di Matt, che per gelosia inizia a litigare con Jenny senza sapere chi lei sia in realtà. Vaughn, amico di Matt, apre su sua indicazione la scatola che contiene il meteorite, il quale assorbe i poteri di Jenny che diventa così mortale ed innocua. Arriva però il Professor Bedlam, che non ha alcuna intenzione di mantenere la promessa di non farle del male, e che anzi vuole per sé i poteri. Mentre Matt e Vaughn lottano contro il professore ed i suoi seguaci, Jenny tenta di toccare il meteorite per riottenere i suoi poteri e farla finita con il suo nemico, ma Matt chiede ad Hannah di fermarla e durante la colluttazione le due donne toccano il meteorite nello stesso momento: la pietra esplode, catapultando le donne nel vuoto, fuori dall'edificio; entrambe però riappaiono, dotate di superpoteri.
Le due super-ragazze a questo punto lottano tra di loro ad armi pari seminando distruzione intorno, ma Matt interrompe la loro lotta selvaggia e rivela a Jenny di non averla mai amata, svelandole inoltre ciò che aveva scoperto a casa di Bedlam, e cioè che lo stesso professore, suo amico d'infanzia e già da allora ossessionato da lei, la ama alla follìa e potrebbe essere l'amore della sua vita. Il professor Bedlam conferma quello che ha detto Matt ed i due si mettono finalmente insieme. Matt può finalmente fidanzarsi con Hannah senza temere più nulla, ma la ragazza manterrà i suoi nuovi poteri ed aiuterà Jenny come supereroina.

## Riconoscimenti
- 2007 - MTV Movie Awards
  - Nomination Miglior combattimento a Uma Thurman e Anna Faris
- 2006 - Alliance of Women Film Journalists
  - Hall of Shame